# Autoroute M2 (Grande-Bretagne)
Pour les articles homonymes, voir M2.

L'autoroute britannique M2 relie Gravesend à Faversham et mesure 25 miles soit environ 40 kilomètres. Cette voie fait partie des axes reliant les Îles Britanniques au reste de l'Europe.

## Histoire
La première section (de la jonction 2 à 5) a été ouverte le 29 mai 1963 par le Ministre des transports Ernest Marples.
Les autres sections (Jonction 1 à 2 et 5 à 7), furent ouvertes en 1965.

## Futur
Il fut un temps envisagé de prolonger la voie vers Londres et dans l'autre sens vers Douvres. Cependant, en raison d'un manque de trafic, le projet ne vit jamais le jour. 

## Tracé
La M2 commence à la Jonction 1, dans la ville de Strood au Sud-Est de Londres. C'est une autoroute à quatre bandes (2X2). Elle se termine à Faversham à proximité de Canterbury. 
C'est la seule autoroute de Grande-Bretagne qui n'a aucune jonction avec une autre autoroute.
Elle est parallèle à la ligne ferroviaire High Speed 1 qu'emprunte les Eurostar.